# San Lorenzo (Tahuamanu)
San Lorenzo es una localidad peruana, capital de distrito de Tahuamanu, situada en la provincia de Tahuamanu, al noreste del departamento de Madre de Dios. Según el censo de 2017, tiene una población de 365 habitantes.

## Descripción
Es una localidad dedicada a la agricultura, principalmente para el abastecimiento de los mercados de Puerto Maldonado.